# أصغريات
أصْغَرِيَّات أو صُغْرُورِيَّات أو الخنافس ريشية الأجنحة (الاسم العلمي: Ptiliidae) هي فصيلة من الخنافس أو غمديات الأجنحة الصغيرة جدًا ذات التوزيع العالمي . تحتوي هذه الفصيلة على أصغر الخنافس، التي يبلغ طولها عند نموها الكامل 0.3–4.0 مليمتر (0.01–0.16 بوصة) .  الوزن حوالي 0.4 مليغرام.  يطلق عليهم بالعامية خنافس الريش ، لأن الأجنحة الخلفية ضيقة وريشية .  البيض كبير جدًا مقارنة بالأنثى البالغة (ربما نصف الطول) لذلك يمكن تطوير بيضة واحدة فقط في المرة الواحدة.  يتم عرض التوالد العذري من قبل عدة أنواع. 
أجبر الحجم الصغير العديد من الأنواع على التضحية ببعض من أعضائها، مثل القلب والقوانص. في حين أن الهيكل الخارجي ونظام التنفس لهذه الحشرات يبدو أنهما من العوامل الرئيسية المقيدة فيما يتعلق بمدى حجمها، يبدو أن الحد من صغر حجمها مرتبط بالمساحة المطلوبة لأجهزتها العصبية والتناسلية.  رواشنها مهدبة أغمادها لاحفة، تعيش في الجثالة والدردري النباتي ويبدو أن قوتها بوغ العفنيات.

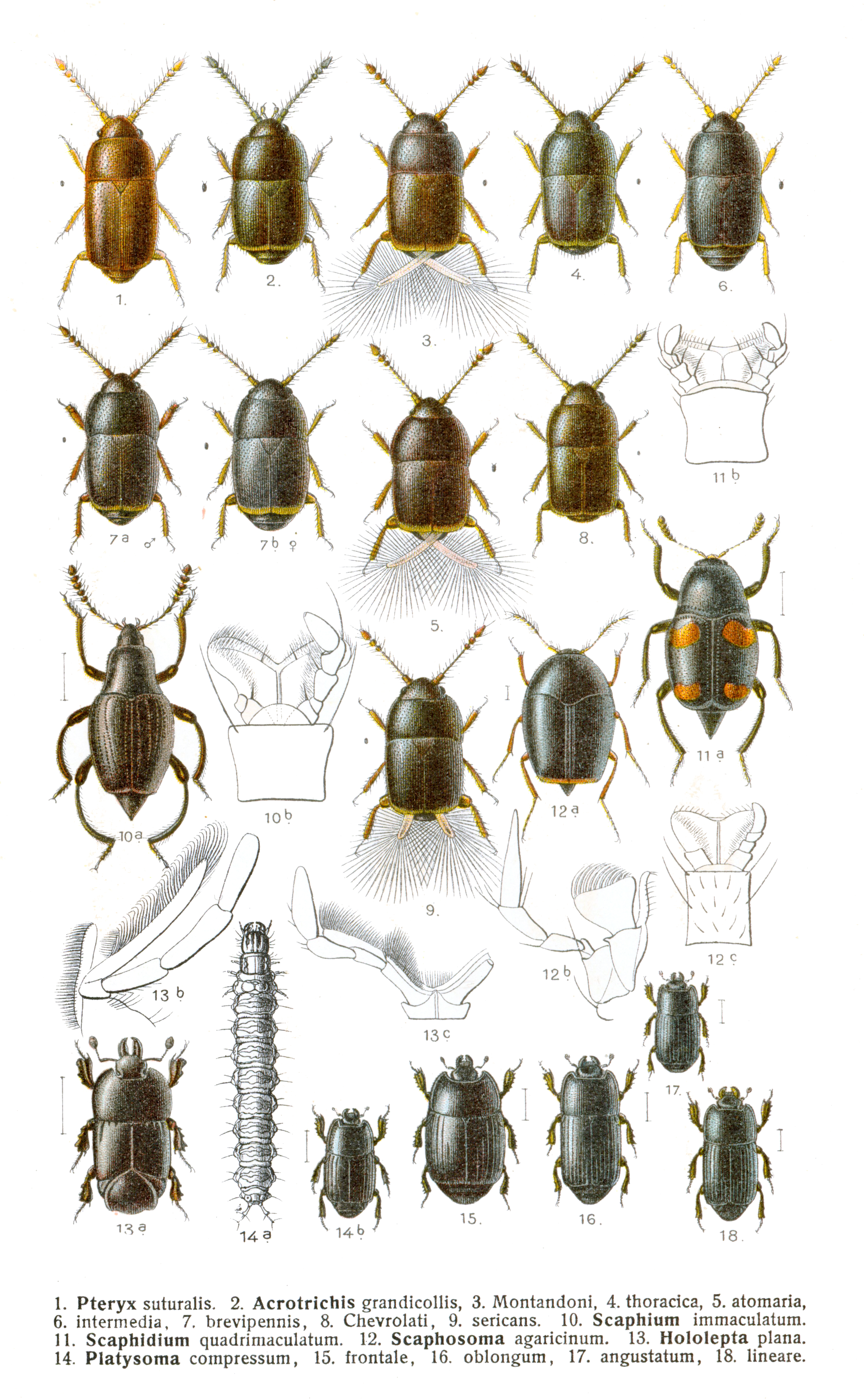
أشكال أصغريات من 1 إلى 9 تلاحظ الأجنحة المصقولة بالريش

يوجد ما يقرب من 600 نوع موصوف في 80 جنسًا ،  لكن أعدادًا كبيرة من العينات في المجموعات تنتظر الوصف ومن المرجح أن يكون العدد الحقيقي للأنواع أعلى بكثير من هذا.  سُجّلت أحافير الأصغريات من العصر الألغوسيني ، منذ ما يقرب من 30 مليون سنة  من العصر الفترة التجريبية ، 46.2-43.5 مليون سنة مضت ، ومن العصر الطباشيري اللبناني والبورمي ، مؤرخة بـ 125 و 99 مليون سنة ، على التوالي. 
بُحثت ونوقِشَت كيفية تأثير تشريح أجنحتهم المميزة على سرعة تحليقهم في المجلات العلمية في عام 2022. 